# Serbu BFG-50
Снайперська (цільова) великокаліберна гвинтівка Serbu BFG-50

## Історія створення
Компанія «Serbu Firearms Inc.», розташована в Тампі, штат Флорида, була заснована в 1996 році Марком Сербу, ентузіастом спортивної стрільби і випускником університету Південної Флориди 1990 року з механіко-технологічною спеціалізацією. Спочатку компанія була невеликим магазином, що торгував пістолетами, дробовиками та гвинтівками цивільного і спортивного призначення, а також запасними частинами до зброї та спортивним обладнанням. Підприємство знаходилося на узбіччі автомагістралі, що проходила через штат, у торгово-промисловому парку серед численних автомобільних магазинів.
Через кілька років магазин почав виготовляти дрібні деталі для ремонту зброї, а незабаром асортимент виготовлених компонентів розширився, включивши глушники, деталі автоматики напівавтоматичних гвинтівок, пістолетні рукоятки, кріплення для прицілів та навіть короткоствольні дробовики простого дизайну. Якість виробів зростала, бізнес розвивався, і Марк Сербу почав реалізовувати свою давню мрію. Найбільш «справжньою» зброєю для конструктора виявилася крупнокаліберна гвинтівка під патрон .50 BMG (12,7x99 мм), яку великий жартівник Марк Сербу назвав BFG-50 «Big Fucking Gun».
Перший екземпляр BFG-50 з'явився у травні 2000 року. Це була стандартна однозарядна гвинтівка з поворотним затвором, побудована за схемою «булл-пап». Магазинна модифікація не випускається, оскільки конструктор вважає, що «магазин розташований занадто близько до обличчя стрільця» (хоча наразі розробляється варіант з магазином на 5 патронів). Зброя позиціонується як дальнобійна цільова гвинтівка для цивільного ринку і продається у вигляді як довгої гвинтівки, так і укороченого карабіна. Кампанія проти цивільної зброї калібру .50, організована в 2004 році знаменитим губернатором Каліфорнії Арнольдом Шварценеггером, яка завершилася повним забороною на торгівлю такою зброєю в його штаті, суттєво допомогла продажам Марка Сербу.
Кілька місяців між публікацією закону і його набранням чинності любителі «великих рушниць» з Каліфорнії засипали його компанію замовленнями. «Так буде кожного разу, коли черговий штат захоче заборонити мої гвинтівки», - говорить власник компанії. - «А коли в штатах, де дозволене крупнокаліберне озброєння, більше не залишиться, я звільнюся». Наразі зусилля компанії в значній мірі зосереджені на виробництві та продажу гвинтівки BFG-50, а також короткоствольного дробовика. З травня 2000 року компанія поставила клієнтам майже 1000 одиниць такої зброї. Марк Сербу сам говорить про обсяг продажів: «Компанії на кшталт Smith & Wesson, Winchester чи Remington вважають рік, коли продають менше ніж 15 000 одиниць зброї, повним провалом. Якщо ми продаємо 200 гвинтівок на рік, ми безмежно щасливі».

## Технічні характеристики
Зброя «Serbu Firearms» має непогану точність. Повідомляється, що найкращий результат точності при стрільбі з цих гвинтівок склав групу пострілів з радіусом розсіювання 6 дюймів (152 мм) на дальності 1000 ярдів (914 м). Відомо також, що кілька неназваних клієнтів досягли групи пострілів з розсіюванням 2 дюйми (51 мм) на дальності 600 ярдів (близько 550 м) зі стандартним військовим патроном. Ціна гвинтівок Марка Сербу досить низька (2195 доларів за гвинтівку або укорочений карабін) при високій якості обробки деталей і подвійній запасу міцності всіх відповідальних вузлів конструкції. 
Останньою розробкою Марка Сербу є напівавтоматична гвинтівка BFG-50 A з автоматикою, що використовує газовідвідну схему функціонування, оснащена поворотним затвором з 3 бойовими упорами, швидкознімним стволом і магазином від гвинтівки Barrett M82 на 10 патронів. У конструкції зброї використані багато компонентів з моделі BFG-50, зокрема пістолетна рукоятка, ударний механізм, приклад, напрямна для встановлення оптики, складні сошки і ствол з дульним гальмуванням. Перші екземпляри цієї зброї мали з’явитися в продажу наприкінці 2005 року за роздрібною ціною близько 5000 доларів.

### Конструкція гвинтівки Serbu BFG-50
Гвинтівка Serbu BFG-50 є однозарядною та неавтоматичною, має конструктивну схему «булл-пап». Поворот прямолінійно ковзаючого затвора з двома бойовими упорами запирає канал ствола. При відкритті затвора екстрактор автоматично викидає стріляну гільзу. Наступний патрон вставляється вручну при відкритому затворі. Виріз у ствольній коробці, через який екстрагується гільза, розташований над пістолетною рукояткою. На ствольній коробці, що має вигляд перфорованого для кращого охолодження циліндра, кріпиться оптична установка. Під ствольною коробкою закріплені складні сошки. У деяких джерелах гвинтівки BFG-50 називаються черговими переробками AR-15. Це не зовсім вірно: від знаменитої гвинтівки компанія Serbu використовує лише пістолетну рукоятку і спусковий механізм.
Спусковий механізм нерегульований, опір на спусковому крючку налаштовано на 4,0 фунта (1,8 кг). Усі деталі зброї виготовлені або самою компанією Serbu, або її американськими підрядниками, за винятком стволів, які постачає німецька компанія Lothar Walther. Це швидкознімні високоякісні стволи, виготовлені з спеціальної сталі вищого класу. На вибір пропонуються стволи двох типів, що відрізняються довжиною. За додаткові 250 доларів з Німеччини можна отримати товстостінний важчий ствол довжиною 36 дюймів (914 мм). На ствол накручується дульний компенсатор круглої форми з 4 камерами і 8 овальними вихідними отворами.
Плечовий упор, розташований на одній лінії зі стволом, оснащений гумовим амортизатором. Для чищення зброї плечовий упор можна знімати, а затвор виймати зі ствольної коробки.

## Боєприпаси
Гвинтівка використовує патрон .50 BMG. Також вона калібрується під патрон .510 DTC EUROP для штату Каліфорнія.

## Модифікації
Було випущено варіант з магазинним живленням і напівавтоматичною системою, BFG-50A.

## Цікаві факти
У 2013 році компанія Serbu відмовилася продавати свої напівавтоматичні гвинтівки BFG-50A поліції Нью-Йорка після прийняття закону NY SAFE Act, який класифікував їхню зброю як штурмову гвинтівку.

## Зовнішні посилання
- BFG-50 на офіційному сайті Serbu
- BFG-50 на ModernFirearms.net
- BFG-50A на ModernFirearms.net